# Suela Mëhilli
Suela Mëhilli (Valona, 28 gennaio 1994) è una sciatrice alpina italiana naturalizzata albanese nel 2013, prima donna a partecipare a una edizione dei Giochi olimpici invernali per l'Albania.

## Biografia
Residente a Prato Nevoso e attiva in gare FIS dal dicembre del 2009, la Mëhilli ha esordito ai Giochi olimpici invernali a Soči 2014, dove si è classificata 60ª nello slalom gigante e non ha completato lo slalom speciale, e ai Campionati mondiali a Vail/Beaver Creek 2015, piazzandosi 73ª nello slalom gigante e 63ª nello slalom speciale.
Ai Mondiali di Sankt Moritz 2017 è stata 69ª nello slalom gigante e non ha terminato lo slalom speciale, mentre ai XXIII Giochi olimpici invernali di Pyeongchang 2018, dopo esser stata portabandiera dell'Albania durante la cerimonia di apertura, si è classificata 53ª nello slalom gigante e non ha completato lo slalom speciale. L'anno dopo ai Mondiali di Åre 2019 non ha completato lo slalom gigante; inattiva da allora, non ha debuttato né in Coppa del Mondo né in Coppa Europa.